# Wuppertaler Sport-Verein 2007-2008
Questa voce raccoglie le informazioni riguardanti il Wuppertaler Sport-Verein nelle competizioni ufficiali della stagione 2007-2008.

## Stagione
Nella stagione 2007-2008 il Wuppertal, allenato da Wolfgang Jerat e Wolfgang Frank, concluse il campionato di Regionalliga nord al 6º posto. In Coppa di Germania il Wuppertal fu eliminato agli ottavi dal Bayern Monaco.

## Rosa
| N. |                        | Ruolo | Calciatore         |
| -- | ---------------------- | ----- | ------------------ |
| 1  | Germania (bandiera)    | P     | Christian Maly     |
| 2  | Paesi Bassi (bandiera) | A     | Dennis Schulp      |
| 3  | Germania (bandiera)    | D     | Marco Neppe        |
| 4  | Germania (bandiera)    | C     | Tim Jerat          |
| 6  | Germania (bandiera)    | D     | Michael Stuckmann  |
| 8  | Germania (bandiera)    | C     | Manuel Bölstler    |
| 9  | Turchia (bandiera)     | A     | Mahir Sağlık       |
| 10 | Germania (bandiera)    | C     | Mike Rietpietsch   |
| 11 | Argentina (bandiera)   | D     | Víctor Lorenzón    |
| 12 | Germania (bandiera)    | P     | Sascha Samulewicz  |
| 14 | Germania (bandiera)    | C     | Dustin Hähner      |
| 16 | Germania (bandiera)    | A     | Bulut Aksoy        |
| 17 | Germania (bandiera)    | C     | Jan-Phillip Hammes |
| 18 | Germania (bandiera)    | A     | Tobias Damm        |
| 19 | Paesi Bassi (bandiera) | D     | Daniel Voigt       |

| N. |                           | Ruolo | Calciatore         |
| -- | ------------------------- | ----- | ------------------ |
| 20 | Germania (bandiera)       | D     | André Wiwerink     |
| 21 | Germania (bandiera)       | C     | Hüzeyfe Dogan      |
| 22 | Belgio (bandiera)         | C     | Michael Lejan      |
| 23 | Kosovo (bandiera)         | C     | Fatlum Zaskoku     |
| 23 | Germania (bandiera)       | A     | Dirk Heinzmann     |
| 25 | Germania (bandiera)       | D     | Andreas Kohlhaas   |
| 30 | Senegal (bandiera)        | C     | Jean Louis Tavarez |
| 33 | Germania (bandiera)       | C     | Dennis Malura      |
| 36 | Rep. del Congo (bandiera) | A     | Freddy Mombongo    |
| 42 | Turchia (bandiera)        | C     | Ferhat Ülker       |
| 43 | Germania (bandiera)       | P     | Sebastian Völzow   |
| 44 | Germania (bandiera)       | C     | Marc Narewsky      |
|    | Germania (bandiera)       | D     | Andy Habl          |
|    | Turchia (bandiera)        | D     | Devrim Kalaycı     |

## Organigramma societario
Area tecnica
- Allenatore: Wolfgang Frank
- Allenatore in seconda: Joachim Hopp
- Preparatore dei portieri:
- Preparatori atletici:
- Analisi video:

## Calciomercato

### Sessione estiva
| Acquisti | Acquisti           | Acquisti                 | Acquisti |
| R.       | Nome               | da                       | Modalità |
| -------- | ------------------ | ------------------------ | -------- |
| A        | Bulut Aksoy        | Hessen Kassel            |          |
| C        | Hüzeyfe Dogan      | Paderborn                |          |
| C        | Jan-Phillip Hammes | Borussia M'gladbach II   |          |
| C        | Sven Lintjens      | MVV                      |          |
| A        | Freddy Mombongo    | VfL Rheinbach            |          |
| D        | Marco Neppe        | Eintracht Francoforte II |          |
| C        | Lucas Oppermann    | Bochum                   |          |
| A        | Mahir Sağlık       | Saarbrücken              |          |
| P        | Sascha Samulewicz  | Borussia Dortmund II     |          |
| D        | Daniel Voigt       | Fortuna Sittard          |          |

| Cessioni | Cessioni         | Cessioni          | Cessioni |
| R.       | Nome             | a                 | Modalità |
| -------- | ---------------- | ----------------- | -------- |
| A        | Marcel Reichwein | Kickers Emden     |          |
| D        | Thomas Litjens   | Kickers Emden     |          |
| A        | Tobias Damm      | Magonza           |          |
| C        | Andreas Gensler  | TuRU Düsseldorf   |          |
| P        | Manuel Lenz      | LR Ahlen          |          |
| A        | Gaetano Manno    | Osnabrück         |          |
| A        | Miguel López     | TuRU Düsseldorf   |          |
| D        | Markus Ortlieb   | Kickers Stoccarda |          |
| C        | Martin Oslislo   | Wacker Burghausen |          |
| D        | Sven Schaffrath  | LR Ahlen          |          |

### Sessione invernale
| Acquisti | Acquisti         | Acquisti        | Acquisti |
| R.       | Nome             | da              | Modalità |
| -------- | ---------------- | --------------- | -------- |
| C        | Marc Narewsky    | RW Oberhausen   |          |
| A        | Dennis Schulp    | Paderborn       |          |
| D        | Víctor Lorenzón  | Carl Zeiss Jena |          |
| P        | Sebastian Völzow | Bonner          |          |

| Cessioni | Cessioni        | Cessioni  | Cessioni |
| R.       | Nome            | a         | Modalità |
| -------- | --------------- | --------- | -------- |
| C        | Lucas Oppermann | Lubecca   |          |
| C        | Sven Lintjens   | Paderborn |          |
| C        | Salih Altın     | Lubecca   |          |

## Risultati

### Regionalliga

#### Girone di andata
| Arbitro: | Grudzinski |

|                           |           |          |
| Bölstler 4’ Heinzmann 53’ | Marcatori | 48’ Heun |

| Arbitro: | Gräfe |

|  |           |              |
|  | Marcatori | 84’ Lintjens |

| Arbitro: | Zwayer |

|  |           |          |
|  | Marcatori | 8’ Erwig |

| Arbitro: | Weiner |

|                          |           |                                               |
| Stahlberg 33’ Toborg 80’ | Marcatori | 11’, 23’ Damm 17’, 47’ Rietpietsch 62’ Sağlık |

| Arbitro: | Schempershauwe |

|         |           |            |
| Damm 1’ | Marcatori | 32’ Njambe |

| Arbitro: | Kinhöfer |

|          |           |                               |
| Zedi 64’ | Marcatori | 6’ Lintjens 69’ (aut.) Dercho |

| Arbitro: | Fischer |

|                                                                |           |                       |
| Damm 28’ Lintjens 37’ Sağlık 43’, 58’ Dogan 72’, 85’ Jerat 88’ | Marcatori | 75’ Wemmer 89’ Öztürk |

| Arbitro: | Grudzinski |

|             |           |                               |
| Wehlage 90’ | Marcatori | 16’, 28’, 88’ Sağlık 59’ Damm |

| Arbitro: | Steinhaus-Webb |

|                                                    |           |  |
| Stuckmann 13’ Damm 22’ Sağlık 47’ (rig.) Dogan 73’ | Marcatori |  |

| Arbitro: | Gräfe |

|                                                           |           |              |
| Rockenbach 18’, 39’ Bunjaku 42’ Hauswald 50’ Brückner 64’ | Marcatori | 53’ Lintjens |

| Arbitro: | Anklam |

|                               |           |                                              |
| Sağlık 12’, 51’ Damm 15’, 85’ | Marcatori | 5’ Patschinski 45’ Spork 71’ (rig.) Gebhardt |

| Arbitro: | Willenborg |

|            |           |  |
| Brandy 60’ | Marcatori |  |

| 6 ottobre 2007 13ª giornata |  | – turno di riposo |  |  |

| Arbitro: | Schriever |

|  |           |                       |
|  | Marcatori | 25’ Heider 90’ Harnik |

| Arbitro: | Preuß |

|  |           |            |
|  | Marcatori | 47’ Sağlık |

| Arbitro: | Rafati |

|  |           |                    |
|  | Marcatori | 53’ Sam 56’ Wimmer |

| Arbitro: | Weiner |

|                                           |           |  |
| Penksa 14’ Bröker 71’ Wagefeld 90’ (rig.) | Marcatori |  |

| Arbitro: | Willenborg |

|            |           |  |
| Sağlık 81’ | Marcatori |  |

| Arbitro: | Schempershauwe |

|                           |           |  |
| Gerster 27’ Jarakovic 70’ | Marcatori |  |

#### Girone di ritorno
| Arbitro: | Steuer |

|  |           |                         |
|  | Marcatori | 66’ Sağlık 70’ Lintjens |

| Arbitro: | Steinhaus-Webb |

|                      |           |  |
| Sağlık 30’ Dogan 90’ | Marcatori |  |

| Arbitro: | Kinhöfer |

|                        |           |  |
| Hampel 10’ Lawarée 61’ | Marcatori |  |

| Arbitro: | Rafati |

|  |           |                                                   |
|  | Marcatori | 18’ Gibson 69’ Heithölter 78’ Chitsulo 88’ Toborg |

| Arbitro: | Hammer |

|            |           |            |
| Eggert 30’ | Marcatori | 22’ Sağlık |

| Wuppertal 8 marzo 2008, ore 14:00 CET 25ª giornata | Wuppertal | 0 – 0 referto | Kickers Emden | Stadion am Zoo (5 033 spett.)\| Arbitro: \| Perl \| |
| Arbitro:                                           | Perl      |               |               |                                                     |

| Arbitro: | Ittrich |

|             |           |                           |
| Neumann 27’ | Marcatori | 5’ Damm 19’ (rig.) Sağlık |

| Arbitro: | Anklam |

|              |           |              |
| Bölstler 50’ | Marcatori | 66’ Schembri |

| Arbitro: | Steuer |

|             |           |  |
| Hartwig 79’ | Marcatori |  |

| Arbitro: | Fischer |

|                            |           |  |
| Sağlık 13’, 66’ Hammes 77’ | Marcatori |  |

| Arbitro: | Kuhl |

|            |           |            |
| Schulz 24’ | Marcatori | 77’ Sağlık |

| Arbitro: | Aytekin |

|                            |           |                          |
| Sağlık 77’ (rig.) Damm 88’ | Marcatori | 10’ Güvenışık 79’ Kazior |

| 26 aprile 2008 32ª giornata |  | – turno di riposo |  |  |

| Arbitro: | Schalk |

|                         |           |           |
| Hessel 19’ Granskov 34’ | Marcatori | 7’ Sağlık |

| Arbitro: | Pflaum |

|                                             |           |                                            |
| Tavarez 10’ Damm 41’ Sağlık 53’, 75’ (rig.) | Marcatori | 21’ Schuppan 31’ Wachsmuth 43’ Hochscheidt |

| Arbitro: | Kampka |

|                     |           |                               |
| Franz 33’ Gorka 43’ | Marcatori | 49’, 58’ Heinzmann 90’ Sağlık |

| Arbitro: | Drees |

|                   |           |              |
| Sağlık 56’ (rig.) | Marcatori | 28’ Ernemann |

| Arbitro: | Fritz |

|  |           |                               |
|  | Marcatori | 31’ Heinzmann 44’, 53’ Sağlık |

| Arbitro: | Perl |

|            |           |                          |
| Sağlık 80’ | Marcatori | 42’ Braham 75’ Lindemann |

### Coppa di Germania
| Arbitro: | Aytekin |

|                                                          |                      |                                                      |
| Sağlık 61’                                               | Marcatori            | 24’ Sykora                                           |
| Lintjens Lejan Rietpietsch Voigt Sağlık Oppermann Malura | Tiri di rigore 4 – 3 | Kurth Emmerich Heller Liebers Sykora Geißler Kaufman |

| Arbitro: | Dingert |

|                        |           |  |
| Lintjens 80’ Jerat 86’ | Marcatori |  |

| Arbitro: | Weiner |

|                     |           |                                                     |
| Damm 26’ Sağlık 29’ | Marcatori | 14’, 27’ Klose 50’ Van Buyten 54’ Toni 88’ Altıntop |

## Statistiche

### Statistiche di squadra
| Competizione      | Punti | In casa | In casa | In casa | In casa | In casa | In casa | In trasferta | In trasferta | In trasferta | In trasferta | In trasferta | In trasferta | Totale | Totale | Totale | Totale | Totale | Totale | DR  |
| Competizione      | Punti | G       | V       | N       | P       | Gf      | Gs      | G            | V            | N            | P            | Gf           | Gs           | G      | V      | N      | P      | Gf     | Gs     | DR  |
| ----------------- | ----- | ------- | ------- | ------- | ------- | ------- | ------- | ------------ | ------------ | ------------ | ------------ | ------------ | ------------ | ------ | ------ | ------ | ------ | ------ | ------ | --- |
| Regionalliga nord | 58    | 18      | 8       | 5       | 5       | 33      | 25      | 18           | 9            | 2            | 7            | 27           | 25           | 36     | 17     | 7      | 12     | 60     | 50     | +10 |
| Coppa di Germania | -     | 3       | 1       | 1       | 1       | 5       | 6       | 0            | 0            | 0            | 0            | 0            | 0            | 3      | 1      | 1      | 1      | 5      | 6      | -1  |
| Totale            | 58    | 21      | 9       | 6       | 6       | 38      | 31      | 18           | 9            | 2            | 7            | 27           | 25           | 39     | 18     | 8      | 13     | 65     | 56     | +9  |

### Andamento in campionato
| Giornata  | 1 | 2 | 3 | 4 | 5 | 6 | 7 | 8 | 9 | 10 | 11 | 12 | 13 | 14 | 15 | 16 | 17 | 18 | 19 | 20 | 21 | 22 | 23 | 24 | 25 | 26 | 27 | 28 | 29 | 30 | 31 | 32 | 33 | 34 | 35 | 36 | 37 | 38 |
| --------- | - | - | - | - | - | - | - | - | - | -- | -- | -- | -- | -- | -- | -- | -- | -- | -- | -- | -- | -- | -- | -- | -- | -- | -- | -- | -- | -- | -- | -- | -- | -- | -- | -- | -- | -- |
| Luogo     | C | T | C | T | C | T | C | T | C | T  | C  | T  |    | C  | T  | C  | T  | C  | T  | T  | C  | T  | C  | T  | C  | T  | C  | T  | C  | T  | C  |    | T  | C  | T  | C  | T  | C  |
| Risultato | V | V | P | V | N | V | V | V | V | P  | V  | P  |    | P  | V  | P  | P  | V  | P  | V  | V  | P  | P  | N  | N  | V  | N  | P  | V  | N  | N  |    | P  | V  | V  | N  | V  | P  |
| Posizione | 5 | 3 | 6 | 3 | 4 | 2 | 2 | 2 | 1 | 1  | 1  | 1  | 1  | 2  | 2  | 3  | 4  | 3  | 5  | 3  | 1  | 1  | 3  | 6  | 6  | 5  | 6  | 9  | 5  | 6  | 7  | 9  | 9  | 7  | 6  | 7  | 6  | 6  |

Legenda:

Luogo: C = Casa; T = Trasferta. Risultato: V = Vittoria; N = Pareggio; P = Sconfitta.

### Statistiche dei giocatori
| Giocatore      | Regionalliga nord | Regionalliga nord | Regionalliga nord | Regionalliga nord | Coppa di Germania | Coppa di Germania | Coppa di Germania | Coppa di Germania | Totale   | Totale | Totale      | Totale     |
| Giocatore      | Presenze          | Reti              | Ammonizioni       | Espulsioni        | Presenze          | Reti              | Ammonizioni       | Espulsioni        | Presenze | Reti   | Ammonizioni | Espulsioni |
| -------------- | ----------------- | ----------------- | ----------------- | ----------------- | ----------------- | ----------------- | ----------------- | ----------------- | -------- | ------ | ----------- | ---------- |
| B. Aksoy       | 0                 | 0                 | 0                 | 0                 | 0                 | 0                 | 0                 | 0                 | 0        | 0      | 0           | 0          |
| M. Bölstler    | 34                | 2                 | 9                 | 0                 | 3                 | 0                 | 1                 | 0                 | 37       | 2      | 10          | 0          |
| T. Damm        | 30                | 11                | 5                 | 0                 | 2                 | 1                 | 0                 | 0                 | 32       | 12     | 5           | 0          |
| H. Dogan       | 26                | 4                 | 7                 | 0                 | 2                 | 0                 | 0                 | 0                 | 28       | 4      | 7           | 0          |
| A. Habl        | 2                 | 0                 | 0                 | 0                 | 0                 | 0                 | 0                 | 0                 | 2        | 0      | 0           | 0          |
| J. Hammes      | 20                | 1                 | 3                 | 0                 | 1                 | 0                 | 1                 | 0                 | 21       | 1      | 4           | 0          |
| D. Heinzmann   | 24                | 4                 | 6                 | 0                 | 2                 | 0                 | 0                 | 0                 | 26       | 4      | 6           | 0          |
| D. Hähner      | 2                 | 0                 | 0                 | 0                 | 0                 | 0                 | 0                 | 0                 | 2        | 0      | 0           | 0          |
| T. Jerat       | 33                | 1                 | 5                 | 0                 | 2                 | 1                 | 1                 | 0                 | 35       | 2      | 6           | 0          |
| D. Kalaycı     | 0                 | 0                 | 0                 | 0                 | 0                 | 0                 | 0                 | 0                 | 0        | 0      | 0           | 0          |
| A. Kohlhaas    | 0                 | 0                 | 0                 | 0                 | 0                 | 0                 | 0                 | 0                 | 0        | 0      | 0           | 0          |
| M. Lejan       | 32                | 0                 | 6                 | 0                 | 3                 | 0                 | 0                 | 0                 | 35       | 0      | 6           | 0          |
| S. Lintjens    | 18                | 5                 | 6                 | 0                 | 3                 | 1                 | 0                 | 0                 | 21       | 6      | 6           | 0          |
| V. Lorenzón    | 14                | 0                 | 2                 | 0                 | 0                 | 0                 | 0                 | 0                 | 14       | 0      | 2           | 0          |
| D. Malura      | 26                | 0                 | 5                 | 0                 | 2                 | 0                 | 0                 | 0                 | 28       | 0      | 5           | 0          |
| C. Maly        | 35                | 0                 | 1                 | 0                 | 3                 | 0                 | 0                 | 0                 | 38       | 0      | 1           | 0          |
| S. Michalsky   | 1                 | 0                 | 0                 | 0                 | 0                 | 0                 | 0                 | 0                 | 1        | 0      | 0           | 0          |
| F. Mombongo    | 4                 | 0                 | 0                 | 0                 | 1                 | 0                 | 0                 | 0                 | 5        | 0      | 0           | 0          |
| M. Narewsky    | 1                 | 0                 | 0                 | 0                 | 0                 | 0                 | 0                 | 0                 | 1        | 0      | 0           | 0          |
| M. Neppe       | 25                | 0                 | 6                 | 0                 | 2                 | 0                 | 1                 | 0                 | 27       | 0      | 7           | 0          |
| L. Oppermann   | 6                 | 0                 | 0                 | 0                 | 1                 | 0                 | 0                 | 0                 | 7        | 0      | 0           | 0          |
| M. Reichwein   | 2                 | 0                 | 0                 | 0                 | 0                 | 0                 | 0                 | 0                 | 2        | 0      | 0           | 0          |
| M. Rietpietsch | 27                | 2                 | 4                 | 1                 | 3                 | 0                 | 0                 | 0                 | 30       | 2      | 4           | 1          |
| S. Samulewicz  | 0                 | 0                 | 0                 | 0                 | 0                 | 0                 | 0                 | 0                 | 0        | 0      | 0           | 0          |
| M. Sağlık      | 34                | 27                | 7                 | 0                 | 3                 | 2                 | 1                 | 0                 | 37       | 29     | 8           | 0          |
| D. Schulp      | 9                 | 0                 | 1                 | 0                 | 0                 | 0                 | 0                 | 0                 | 9        | 0      | 1           | 0          |
| M. Stuckmann   | 34                | 1                 | 6                 | 0                 | 3                 | 0                 | 0                 | 0                 | 37       | 1      | 6           | 0          |
| J. Tavarez     | 12                | 1                 | 2                 | 0                 | 0                 | 0                 | 0                 | 0                 | 12       | 1      | 2           | 0          |
| D. Voigt       | 21                | 0                 | 7                 | 1                 | 3                 | 0                 | 0                 | 0                 | 24       | 0      | 7           | 1          |
| S. Völzow      | 1                 | 0                 | 0                 | 0                 | 0                 | 0                 | 0                 | 0                 | 1        | 0      | 0           | 0          |
| A. Wiwerink    | 24                | 0                 | 1                 | 0                 | 3                 | 0                 | 1                 | 0                 | 27       | 0      | 2           | 0          |
| F. Zaskoku     | 1                 | 0                 | 0                 | 0                 | 0                 | 0                 | 0                 | 0                 | 1        | 0      | 0           | 0          |
| F. Ülker       | 4                 | 0                 | 0                 | 0                 | 0                 | 0                 | 0                 | 0                 | 4        | 0      | 0           | 0          |